# Gaietà de Planella i de Fivaller
Gaietà de Planella i de Fivaller   (Barcelona, 1776 - Barcelona, 24 d'octubre de 1863) fou un humanista català, cinquè comte de Llar, vuitè baró de Granera i senyor de Castellcir.

## Biografia
Fill de Francesc Gaietà de Planella i de Llar, comte de Llar i baró de Granera, i de Maria Antònia Fivaller i de Bru, fou un home molt estudiós. Era membre de l'Acadèmia de l'Arcàdia de Roma (amb el nom de Bianor Ippolimici) i el 10 de març de 1816 ingressà a l'Acadèmia de Bones Lletres de Barcelona.
Col·laborà en el Diccionari català de Pere Labèrnia i deixà inèdites composicions poètiques en català, castellà i llatí. Entre les seves memòries despunta un notable treball en què es descriuen les colònies i ciutats que establiren els romans a Catalunya.
Morí el 24 d'octubre de 1863, sense descendents, i fou sepultat a la capella de la seva possessió de Can Teixidor, al Masnou.